# Yvon Gattaz
Pour les articles homonymes, voir Gattaz.
 (avril 2021).
Yvon Gattaz, né le 17 juin 1925 à Bourgoin (Isère) et mort le 12 décembre 2024 à Neuilly-sur-Seine, est un chef d'entreprise français et président d'organisations patronales.
Défenseur de l'entreprise et notamment des petites entreprises, il a fondé plusieurs associations. Il préside la principale organisation patronale française, le Conseil national du patronat français (CNPF) de 1981 à 1986.
Il est membre à partir de 1989 de l'Académie des sciences morales et politiques (Institut de France), dont il prend la présidence en 1999.

## Biographie

### Famille
Yvon Gattaz est né à Bourgoin dans le département de l'Isère. Il est le fils de Marceau Gattaz et Gabrielle Brotel-Sitras, tous deux sont instituteurs et se sont rencontrés à l'école de La Batie-Montgascon. Pendant ses loisirs, Marceau est artiste-peintre.

### Études et débuts professionnels
Yvon Gattaz effectue ses études supérieures à l'École centrale de Paris (promotion 1948), puis est ingénieur aux Aciéries du Nord (1948-1950) et chef de division aux Automobiles Citroën (1950-1954).

### Carrière
En 1952, Yvon Gattaz fonde, avec son frère ainé Lucien, la société Radiall, spécialisée dans la connectique électronique et reste président-directeur général de cette société jusqu'en 1993. À compter de 1994, il est président de son conseil de surveillance.
Il incarnait l’opposition du patronat français à François Mitterrand et au programme commun de la gauche[réf. nécessaire].
Il est membre du comité exécutif du CNPF à partir de 1975 et membre du Conseil économique et social de 1979 à 1989.
Après la victoire de François Mitterrand à la présidentielle en 1981, Yvon Gattaz, alors PDG d’une moyenne entreprise (Radiall), est sollicité par Paul Huvelin, ancien président, pour se présenter à la présidence du CNPF où il est élu en décembre 1981 pour 5 ans. Au moment de son élection, il n'était pas perçu comme un favori pour succéder au puissant François Ceyrac, n’appartenant pas à la grande bourgeoisie d’affaires qui, à l’instar d’un Ambroise Roux (patron de la Compagnie générale d’électricité), se méfiera toujours de lui.
L’organisation entame alors une « guerre des tranchées » avec le gouvernement socialiste en place. La bataille s’engage sur la question du passage aux 39 heures, sur la flexibilité du temps de travail, sur les nationalisations, sur l’impôt sur les grandes fortunes et la loi d’amnistie, mais surtout sur la montée des cotisations sociales des entreprises contre lesquelles Yvon Gattaz livre bataille, avec l'aide de deux de ses vice-présidents, Guy Brana, président de la commission économique, et Michel Maury-Laribière, président de l'action territoriale du CNPF.
Cette lutte est couronnée de succès dès le 16 avril 1982, lors de la grande réunion gouvernement-CNPF à Matignon : arrêt de l'augmentation des charges des entreprises, écrêtement de leur taxe professionnelle en échange de l'engagement d'investir, promesses qui seront tenues dans les deux sens[réf. nécessaire].
En 1982, Yvon Gattaz rencontre sept fois en tête-à-tête, le président François Mitterrand, à qui il fait part de l’exaspération des chefs d'entreprises : « Les entreprises sont exsangues, il faut stopper les saignées qu’on leur impose pour financer le progrès social ».
Le retournement le plus spectaculaire de cette période est le rassemblement de 28 000 chefs d'entreprise dans le tout nouveau parc des expositions de Villepinte, le 14 décembre 1982, ce qui change la nature des rapports entre le CNPF et le gouvernement. En 1986, Yvon Gattaz devient président d'honneur du CNPF, par la suite rebaptisé MEDEF.
Yvon Gattaz fonde également en 1976 ETHIC (Entreprises de taille humaine indépendantes et de croissance), un mouvement patronal en faveur des entreprises à taille humaine pour favoriser la morale d'entreprise, la stratégie humaine vers l'harmonie sociale et la création d'entreprises nouvelles.
En 1986, il fonde l'Association Jeunesse et entreprises (AJE) qui vise à rapprocher les jeunes du monde de l'entreprise, association dont il est toujours le président.
En 1987, Yvon Gattaz crée le COMEX 93, Comité d'expansion économique de Seine-Saint-Denis, qu'il préside pendant 10 années.
En 1995, il crée l'Association des moyennes entreprises patrimoniales (ASMEP) pour permettre la transmission, donc la pérennité de ce type d'entreprise, grâce à un abattement fiscal sur les droits de succession en contrepartie d'un pacte de conservation des titres. ASMEP devient en 2009 ASMEP-ETI qu'il préside jusqu'en 2013, puis en 2015 le Mouvement des entreprises de taille intermédiaire (METI) dont il est désormais président d'honneur. Ce combat le fait reconnaître comme le promoteur de la pérennité des entreprises (en particulier patrimoniales et familiales) et de la vision stratégique à long terme de leurs dirigeants[réf. nécessaire],,.
À partir de 1989, il est membre de l'Institut (Académie des sciences morales et politiques) et devient son doyen d'ancienneté en 2013. Sollicité par le bâtonnier Albert Brunois, président à l'époque, pour se présenter à l'Académie, Yvon Gattaz est élu la première fois et au premier tour. Il reçoit l'épée d'académicien des mains d'Alain Peyrefitte en 1990 qui déclare: « Vous êtes le premier créateur d’entreprise industrielle à entrer sous la Coupole depuis la création des Académies en 1635 »[réf. nécessaire]. Depuis 1997[réf. nécessaire], il est président de la section « Économie politique, statistique et finances » de l’Académie des sciences morales et politiques.

### Vie privée
Marié avec Geneviève Beurley (1924-2020), Yvon Gattaz a trois enfants : Roselyne, Pierre, président du Mouvement des entreprises de France (MEDEF) de 2013 à 2018, et Vincent.

### Mort
Yvon Gattaz meurt dans la nuit du 11 au 12 décembre 2024 à l'âge de 99 ans entouré des siens. 

## Prises de position

### Flexibilité sociale
Lorsqu’il était président du CNPF, Yvon Gattaz a prôné les ENCA, « emplois nouveaux à contraintes allégées », qui ont été consacrés en 1986 par la suppression de l’autorisation administrative de licenciement, créée en 1975. Selon lui, la suppression de l’autorisation administrative de licencier permettrait de créer plusieurs centaines de milliers d'emplois. Son fils Pierre Gattaz reprendra son argumentaire afin de prôner l’allégement du code du travail.

### Soutien à l'entrepreneuriat
Yvon Gattaz est connu pour le rôle qu’il a joué pendant cinquante ans dans la création de nouvelles entreprises, en particulier par des jeunes[réf. nécessaire]. Il a tout d’abord donné l’exemple[style trop lyrique ou dithyrambique], avec la création en 1952, d’une entreprise industrielle, Radiall, spécialisée au début dans la fabrication des connecteurs pour câbles coaxiaux pour les télévisions fonctionnant avec le système SECAM, puis dans l’étude et la production de connecteurs coaxiaux hautes fréquences, de connecteurs multi-contacts pour l’aéronautique et d’accessoires micro-ondes.
En 1970, il publie Les Hommes en gris pour inciter les diplômés de l’enseignement supérieur en particulier, les ingénieurs à créer des entreprises, même s’ils sont dépourvus de moyens financiers[réf. souhaitée]. Dans ce domaine, les « lois Gattaz » sont restées célèbres[réf. nécessaire] : « Parmi les élèves de grandes écoles d’ingénieurs, seul 0,3 %, soit 1 par promotion de 300 crée une entreprise industrielle encore viable au bout de cinq ans » (en 1970).
La « recette Gattaz » a été reprise dans les écoles de commerce[Lesquelles ?][réf. nécessaire] :

« Pour créer une entreprise, il suffit d’avoir 10 % de finances, 10 % de compétences, 40 % de vaillance, 40 % d’inconscience
. »

## Distinctions

### Décorations
- Grand-croix de la Légion d'honneur[15]
- Grand-croix de l'ordre national du Mérite
- Médaille de la Société d'Encouragement au Progrès (Grande médaille d'or en 2003)[16]

### Récompenses
- Prix mondial Cino-Del-Duca en 2001.
- Grande médaille d'or de la Société d'encouragement au progrès, 2004.
- Docteur honoris causa DBA de la Paris School of Business, 2017.
- Médaille d'or de la Renaissance française, 2019.

## Ouvrages
- Les Hommes en gris, Robert Laffont, 1970. Tout premier livre sur la création d'entreprises nouvelles. A lancé cette idée neuve chez les jeunes.
- La Fin des patrons, Robert Laffont, 1979. La troisième race de patrons sera celle des animateurs au sens large.
- Les patrons reviennent, Robert Laffont, 1988. Leur disparition n'était pas totale, et les meilleurs reviennent.
- Le Modèle français, Plon, 1993. On connaît bien les handicaps des Français et très mal leurs atouts pourtant puissants. Prix du Livre d'Entreprise 1995.
- Mitterrand et les patrons, en collaboration avec Philippe Simonnot, Fayard, 1999. Plus que de l'économie politique, c'est l'économie et la politique.
- La Moyenne Entreprise, Fayard, 2002. Les plus inconnues et les plus performantes des entreprises françaises.
- Mes vies d'entrepreneur, Fayard, 2006. Destiné à inciter, par l'exemple, des vocations d'entrepreneurs et de créateurs d'entreprises. Traduit en chinois.
- La Seconde Vie : faire de sa retraite un succès, Bourin Éditeur, 2010. Pour les seniors, préparer et organiser une retraite active, passionnante et salutaire.
- Les ETI, entreprises de taille intermédiaire, Bourin Éditeur, 2010. Les nouvelles entreprises de taille intermédiaire de 250 à 5000 salariés, avec 30 témoignages de PDG performants.
- L'Entreprise et les jeunes, Bourin Éditeur, 2011. Depuis quelques décennies, les jeunes se rapprochent des entreprises et de leurs métiers, et les entreprises se rapprochent des jeunes pour leur information, leur formation et leur insertion.
- Création d'entreprise: la double révolution, Eyrolles Éditeur, 2014. La première révolution (nombre d'entreprises créées) est gagnée, la seconde révolution (croissance des nouvelles entreprises) est à faire.
- Économiquement Vôtre, Éditions du Cherche Midi, 2018. Pour l'auteur, l'emploi, et surtout l'emploi des jeunes, sont les réelles priorités mondiales.